# Cuphea fruticosa
Cuphea fruticosa es una especie de planta con flor de la familia Lythraceae.

## Etimología
El epíteto específico significa “que tiene las cualidades de un arbusto”, del latín fruticōsus.

## Nombre común
En Argentina se la conoce como siete sangrías o sanguinaria.

## Características
Es una planta arbustiva de 20 a 50 cm de alto con tallos de color rojizo.

## Distribución
Se encuentra en Argentina, Brasil, Paraguay y Uruguay.